# Tuyên Đức
Tuyên Đức là một tỉnh cũ thuộc Tây Nguyên, Việt Nam Cộng hòa, sau thuộc Cộng hòa Miền Nam Việt Nam. Tồn tại từ ngày 19 tháng 5 năm 1958 đến ngày 27 tháng 12 năm 1975.

## Vị trí địa lý
Tỉnh Tuyên Đức có vị trí địa lý:
- Phía Bắc giáp tỉnh Đắk Lắk
- Phía Tây giáp tỉnh Quảng Đức
- Phía Nam giáp tỉnh Bình Thuận và tỉnh Lâm Đồng
- Phía Đông giáp tỉnh Khánh Hòa và tỉnh Ninh Thuận

## Lịch sử
Tỉnh Tuyên Đức được thành lập theo Sắc lệnh số 261-NV ngày 19 tháng 5 năm 1958 của Tổng thống Việt Nam Cộng hòa trên cơ sở tách thị xã Đà Lạt và 3 quận Đơn Dương, Đức Trọng, Lạc Dương của tỉnh Lâm Đồng. Tỉnh Tuyên Đức gồm 3 quận, 11 tổng, 28 xã:
- Quận Đơn Dương có 4 tổng: Lạc Mỹ, Linh Nhân, Tu Trang, Xuân Lạc.
- Quận Đức Trọng có 4 tổng: Dinh Tân, Mỹ Lệ, Ninh Thanh, Sơn Binh.
- Quận Lạc Dương có 3 tổng: Đa Tân, Nhân Lạc, Phước Thọ.

Ngày 27 tháng 12 năm 1975, tỉnh Tuyên Đức sáp nhập vào tỉnh Lâm Đồng. Từ đó, tỉnh Tuyên Đức không còn tồn tại.